# Levriero ungherese
Il levriero ungherese oppure Magyar agár è una razza canina di origine ungherese riconosciuta dalla FCI (Standard N. 240, Gruppo 10, Sezione 3).
Il suo nome in lingua ungherese significa letteralmente "levriero dei Magiari", l'antico popolo, fondatore del Regno d'Ungheria, che selezionò la razza incrociando con i levrieri mediorientali i propri cani da caccia.
Il levriero ungherese ha temperamento tendenzialmente tranquillo anche se un po' diffidente. Fisicamente, è cane dotato di grande velocità e buona resistenza, adatto alla caccia di animali veloci ma anche alla corsa nei cinodromi. Può anche essere un buon cane da guardia. La razza ha comunque, ad oggi, uno scarso bacino di diffusione.

## Storia
Come tutti i levrieri, anche l'ungherese deriva dagli slanciati cani da caccia a vista del Medioriente (v. Saluki). Differentemente da razze quali il greyhound, però, il levriero ungherese non può essere considerato un diretto discendente degli antichi levrieri avendo pesantemente risentito dell'incrocio con altre razze canine quali, forse, il vizsla.
Nel XV secolo, quando i Carpazi iniziarono a subire in modo sempre più sistematico la pressione dell'Impero ottomano, i levrieri magiari iniziarono ad essere apprezzati anche dai turchi, tanto che il loro sultano incaricò una speciale divisione dei suoi giannizzeri (Zağarci Ortasi) di custodire, addestrare ed allevare per suo conto questi animali. Contemporaneamente al Turco, anche i grandi signori dell'Europa cristiana iniziarono ad importare i validi cani da caccia ungheresi: se ne servivano, a titolo di esempio, i Gonzaga signori di Mantova, che li vollero raffigurati negli affreschi del maestro Andrea Mantegna nella "Camera degli Sposi" del Castello di San Giorgio.